# د انکوریج (رود آیلند)
د انکوریج (به انگلیسی: The Anchorage) یک منطقهٔ مسکونی در ایالات متحده آمریکا است که در شهرستان نیوپورت، رود آیلند واقع شده‌است. د انکوریج ۳٬۴۴۱ نفر جمعیت دارد.